# قصص النساء في القرآن
قصص النساء في القرآن هو مسلسل رسوم متحركة مصري عرض في رمضان 1434هـ/2013.
المسلسل قصة وسيناريو وحوار محمد بهجت وإخراج دكتور مصطفى الفرماوي، وقد تمت مراجعة نص العمل من قبل الأزهر الشريف.
ويروي هذا الجزء 10 قصص على مدار 30 حلقة يقوم ببطولة كل قصة نجوم من مصر والوطن العربي.

## قصة المسلسل
المسلسل يحكي عدة قصص للنساء اللواتي ذكرهن القرآن الكريم لتوضيح أهمية المرأة وذلك من خلال القاضي الذي يقوم بدوره يحيى الفخراني والذي يقنع ابنته سلمي بأهمية المرأة وتقوم بدورها ريهام عبد الغفور وهي شخصية ترى أن المرأة ليس لها دور مهم لذا تتمنى لو كانت رجلا الأمر الذي يدفع والدها القاضي باقناعها بدور المرأة في الإسلام حيث يروي لها في كل حلقة قصة واحدة من أعظم النساء .

## التمثيل
- يحيى الفخراني: الراوي - القاضي
- ماجد الكدواني: صاحب الشرطة
- ريهام عبد الغفور: سلمى
- محمود عامر: حمص
- هاني عبد الحي: زرزور
- سهير البدراوي: وديدة
- عهدي صادق: إبليس
- عمرو عبد العزيز: شحتوت

| الممثل          | الشخصية               | القصة        | الحلقة      |
| --------------- | --------------------- | ------------ | ----------- |
| لقاء سويدان     | حواء                  | حواء         | 2,1         |
| سوسن بدر        | واغلة امرأة نوح       | امرأة نوح    | 5,4,3       |
| هند صبري        | آسيا امرأة فرعون      | امرأة فرعون  | 10,9,8,7,6  |
| سلوى محمد علي   | يوكابد والدة موسى     | امرأة فرعون  | 10,9,8,7,6  |
| غسان مطر        | فرعون                 | امرأة فرعون  | 10,9,8,7,6  |
| درة             | زليخة امرأة العزيز    | امرأة العزيز | 14,13,12,11 |
| سامي مغاوري     | بوتيفار العزيز        | امرأة العزيز | 14,13,12,11 |
| ليلى طاهر       | سارة                  | سارة وهاجر   | 17,16,15    |
| روجينا          | هاجر                  | سارة وهاجر   | 17,16,15    |
| داليا مصطفى     | مريم                  | مريم         | 20,19,18    |
| نهال عنبر       | إليصابات زوجة زكريا   | مريم         | 20,19,18    |
| فيدرا           | رحمة زوجة أيوب        | زوجة أيوب    | 23,22,21    |
| لقاء سويدان     | الملكة بلقيس          | الملكة بلقيس | 26,25,24    |
| أحمد ماهر       | أبو لهب               | أم عمار      | 27          |
| مروة عبد المنعم | أم كلثوم بنت عقبة     | أم عمار      | 27          |
| سهير البدراوي   | سمية بنت خياط أم عمار | أم عمار      | 27          |
| أحمد ماهر       | أبو لهب               | أم جميل      | 30,29,28    |
| مروة عبد المنعم | أم كلثوم بنت عقبة     | أم جميل      | 30,29,28    |
| عايدة فهمي      | أم جميل               | أم جميل      | 30,29,28    |